# Cottonwood Shores
Cottonwood Shores è un centro abitato degli Stati Uniti d'America, situato nella contea di Burnet dello Stato del Texas.

## Geografia fisica
Cottonwood Shores è situata a 30°33′22″N 98°19′28″W, circa 15 km a sud ovest di Burnet e 40 km a ovest di Austin, alla foce del Lake Lyndon B. Johnson.
Secondo lo United States Census Bureau, ha un'area totale di 0,9 miglia quadrate (2,3 km²).

## Società

### Evoluzione demografica
Secondo il censimento del 2000, c'erano 877 persone, 312 nuclei familiari, e 232 famiglie residenti nella città. La densità di popolazione era di 932,9 persone per miglio quadrato (360,2/km²). C'erano 351 unità abitative a una densità media di 373,4 per miglio quadrato (144,2/km²). La composizione etnica della città era formata dall'88,60% di bianchi, l'1.03% di afroamericani, l'1.25% di nativi americani, lo 0,11% di asiatici, lo 0,23% di isolani del Pacifico, il 7,75% di altre razze, e l'1.03% di due o più etnie. Ispanici o latinos di qualunque razza erano il 19,61% della popolazione.
C'erano 312 nuclei familiari di cui il 39,7% avevano figli di età inferiore ai 18 anni, il 56,4% erano coppie sposate conviventi, il 10,6% aveva un capofamiglia femmina senza marito, e il 25,6% erano non-famiglie. Il 19,9% di tutti i nuclei familiari erano individuali e l'8.3% aveva componenti con un'età di 65 anni o più che vivevano da soli. Il numero di componenti medio di un nucleo familiare era di 2,81 e quello di una famiglia era di 3,23.
La popolazione era composta dal 30,0% di persone sotto i 18 anni, l'8.7% di persone dai 18 ai 24 anni, il 30,8% di persone dai 25 ai 44 anni, il 19,2% di persone dai 45 ai 64 anni, e l'11,4% di persone di 65 anni o più. L'età media era di 34 anni. Per ogni 100 femmine c'erano 104,0 maschi. Per ogni 100 femmine dai 18 anni in giù, c'erano 102,6 maschi.
Il reddito medio di un nucleo familiare era di 36.094 dollari, e quello di una famiglia era di 37.656 dollari. I maschi avevano un reddito medio pro capite di 28.333 dollari contro i 17.500 dollari delle femmine. Il reddito medio pro capite era di 17.664 dollari. Circa il 7,6% delle famiglie e il 9,7% della popolazione erano sotto la soglia di povertà, incluso il 12,8% di persone sotto i 18 anni e il 3,1% di persone di 65 anni o più.